# هاروكا أيغن
هاروكا أيغن (باليابانية: 永源遙؛ بالكانا: えいげん はるか) هو ريكيشي ‏ ياباني، ولد في 11 يناير 1946 في Rokusei, Ishikawa ‏ في اليابان، وتوفي في 28 نوفمبر 2016 في اليابان.

## وصلات خارجية
- هاروكا أيغن على موقع WrestlingData.com (الإنجليزية)
- هاروكا أيغن على موقع CageMatch worker (الإنجليزية)
- هاروكا أيغن على موقع قاعدة بيانات المصارعة على الإنترنت (الإنجليزية)